# Medusa luminiscent
La medusa luminescent (Pelagia noctiluca) és una medusa de la classe dels Escifozous, de distribució atlàntica i mediterrània, que ocupa preferentment hàbitats pelàgics, però que pot formar eixams que arriben a la línia de costa i impedeixen el bany a causa de la naturalesa extremadament urticant dels seus cnidocits.
És la medusa més freqüent del litoral català.